# ولیکی دول، سژانا
ولیکی دول، سژانا (اسلوونیایی: Veliki Dol, Sežana) یک زیستگاه انسانی در اسلوونی است که در ناحیه ساحلی اسلوونی واقع شده‌است.

## خصوصیات
ولیکی دول ۵٫۸۳ کیلومترمربع مساحت و ۱۵۶ نفر جمعیت دارد و ۲۱۵٫۳ متر بالاتر از سطح دریا واقع شده‌است.